# Kanton Le Sud-Est agenais
 Le Sud-Est agenais is een kanton van het Franse departement Lot-et-Garonne. Het kanton maakt deel uit van het arrondissement Agen.

Het telt 16.348 inwoners in 2018.

Het kanton werd gevormd ingevolge het decreet van 26 februari 2014 met uitwerking op 22 maart 2015, met Layrac als hoofdplaats.

## Gemeenten
Het kanton omvat volgende gemeenten, waaronder alle 18 gemeenten van de opgeheven kantons Astaffort en Puymirol :
- Astaffort
- Castelculier
- Caudecoste
- Clermont-Soubiran
- Cuq
- Fals
- Grayssas
- Lafox
- Layrac
- Puymirol
- Saint-Caprais-de-Lerm
- Saint-Jean-de-Thurac
- Saint-Nicolas-de-la-Balerme
- Saint-Pierre-de-Clairac
- Saint-Romain-le-Noble
- Saint-Sixte
- Saint-Urcisse
- Sauvagnas
- Sauveterre-Saint-Denis